# 아스크와 엠블라

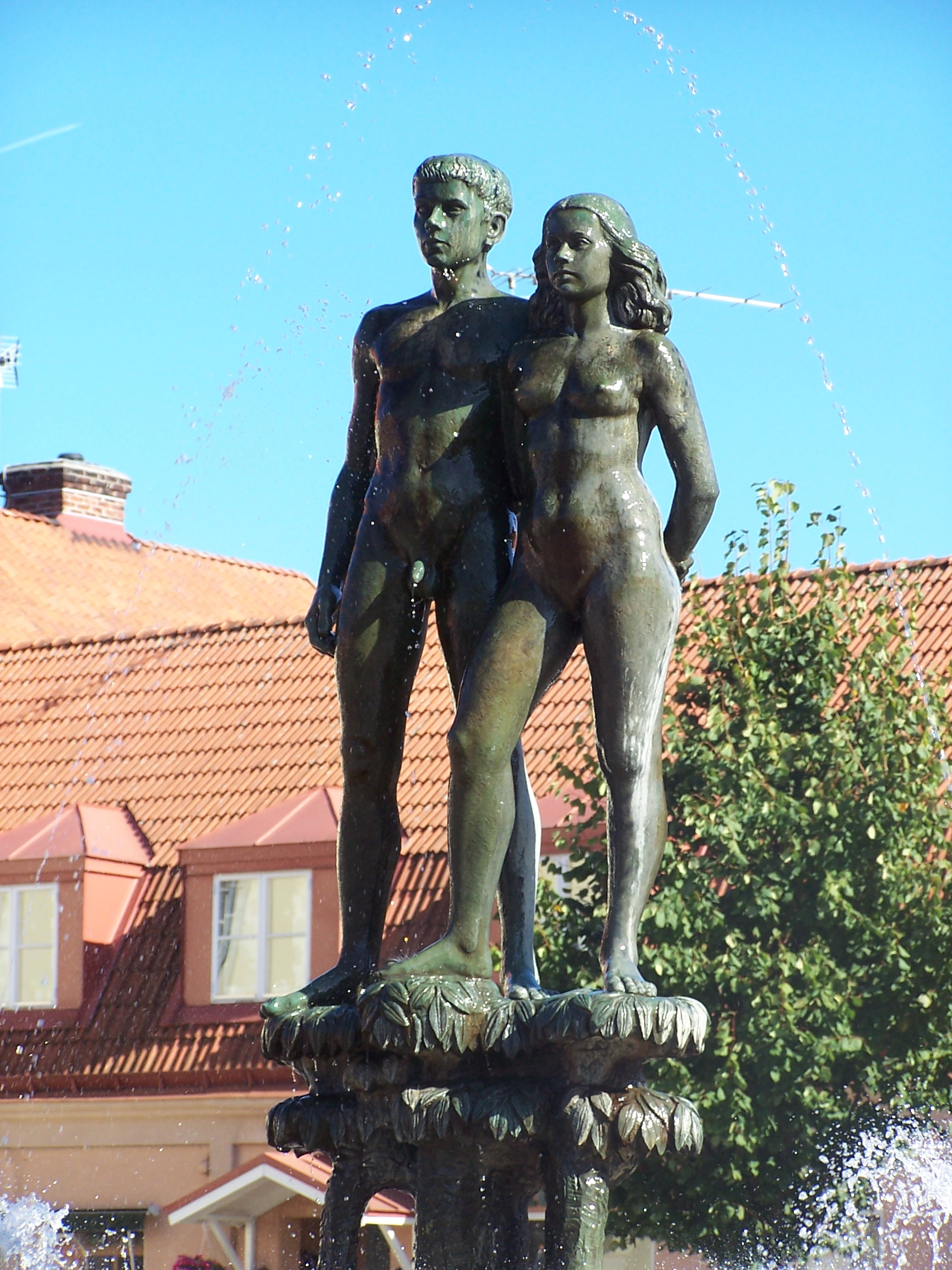

아스크와 엠블라(Ask and Embla)는 북유럽 신화의 태초의 인간. 오딘 빌리 베이 삼형제는 이미르를 죽이고 그의 몸으로 세상을 만들었고 그의 살로 만든 대지에서는 많은 동식물이 태어났는데 자신들이 만든 세계에서 바닷가를 거닐던 삼형제는 바다에 떠있는 두개의 통나무(물푸레나무와 느릅나무)를 보고 조각하여 인간을 만든다. 각각 남자에게는 아스크(askr 물푸레나무) 여자에게는 엠브라(embra 느릅나무)라고 이름 붙여주었다. 그들은 각각 오딘에게 호흡과 생명. 빌리에게 지혜와 힘. 베이에게 형태와 언어, 지각력을 받았다.

## 같이 보기
- 리프와 리프트라시르